# FC Bayern – Behind the Legend
FC Bayern – Behind the Legend ist eine Doku-Serie über den deutschen Rekordmeister FC Bayern München aus dem Jahr 2021 von Amazon Prime. Die Regie führte Simon Verhoeven gemeinsam mit Kameramann Nepomuk V. Fischer. Alle sechs Episoden wurden gleichzeitig am 2. November 2021 veröffentlicht.
Die Doku begleitet den FC Bayern in den sportlich erfolgreichsten Monaten der Klubgeschichte: beim Champions-League-Triumph 2020 in Lissabon, dem Gewinn des UEFA-Supercup 2020 in Budapest und beim Erfolg bei der Klub-WM im Frühjahr 2021 in Doha. In Interviews kommen Bayern-Verantwortliche und Fußballstars wie Uli Hoeneß, Oliver Kahn, Manuel Neuer, Robert Lewandowski und Thomas Müller ausführlich zu Wort. Zudem erhält der Zuschauer Einblicke in Vereinsinterna wie Kabinenansprachen von Trainer Hansi Flick, Vorstandsverhandlungen und Präsidiumstreffen.